# Excalibur (luchador)
Marc Letzmann (Detroit, Michigan; 16 de julio de 1980), también conocido como Excalibur, es un ex-luchador profesional y comentarista estadounidense. Actualmente tiene contrato con All Elite Wrestling (AEW).
Es uno de los seis fundadores de Pro Wrestling Guerrilla, donde continúa trabajando como el enlace de la Junta Directiva de la compañía. Se convirtió en el principal comentarista de la compañía después de retirarse de la competencia en el ring el año 2007.

## Carrera

### Primeros años
Mientras escribía para un sitio web de videojuegos de lucha, Excalibur conoció en línea a Super Dragon. A través del chat en línea, los dos se hicieron amigos, lo que ayudó a iniciar la carrera de Excalibur. Después de pasar un año en la universidad, Excalibur decidió mudarse a California para comenzar su carrera de luchador y también trabajar en su profesión como diseñador gráfico a tiempo completo. Citó tener un "in" en Revolution Pro como la razón por la que decidió abandonar su ciudad natal de Detroit, Michigan. Después de mudarse a California a finales de 1999, Excalibur pasó seis meses viviendo en el garaje de Super Dragon, hasta que finalmente alquiló un lugar propio.

### Pro Wrestling Guerrilla
Excalibur es uno de los seis fundadores de Pro Wrestling Guerrilla, con sede en el sur de California, y se le conoce colectivamente como el "PWG Six", en referencia a la fundación parcial de la compañía. En el programa debut de PWG, derrotó a Chris Bosh. Poco después, Excalibur se convirtió en miembro de la SBS Stable con Super Dragon y Disco Machine. Mientras que con SBS, Excalibur y Super Dragon ganaron el Campeonato en Parejas de la compañía de Quicksilver y Chris Bosh. Se convirtieron en el primer equipo en la historia de PWG en defender exitosamente el título, pero finalmente los perdieron ante Joey Ryan y Scott Lost.
En All Nude Revue, alguien vestido como Super Dragon atacó al verdadero Super Dragon después de un combate. El 13 de mayo en ¡Jason Takes PWG!, se reveló que Excalibur fue el cerebro de los ataques a Super Dragon y que Kevin Steen fue el atacante, lo que resultó en que Excalibur se cambiara a el por primera vez en su carrera. Luego de encender Super Dragon, Excalibur lo derrotó en un Guerrilla Warfare Match. Después del combate, Disco Machine se dirigió al ring para ayudar a Super Dragon. El 11 de junio en Guitarmegeddon, Disco Machine se asoció con Super Dragon en un esfuerzo por perder a Excalibur y Kevin Steen. Después del combate, Disco se volvió contra Dragon y se unió a Excalibur y Steen, y los tres se llamaban a sí mismos la "nueva" SBS. El 9 de julio en Bicentennial Birthday Extravaganza, la nueva SBS derrotó a Dragon, El Genérico y Human Tornado en un Elimination Match de seis hombres. En la segunda parte del evento, la noche siguiente, Excalibur y Disco no pudieron ganar un Elimination Match de cuatro equipos del contendiente número uno después de que Genérico cubrió a Disco.

### Circuito independiente, retiró y regreso a PWG
Además de PWG, Excalibur comenzó a competir por otras promociones. En Combat Zone Wrestling, comenzó a participar principalmente en luchas de equipo con Super Dragon como su compañero antes de dividirse. Excalibur pronto se unió a Beef Wellington, y el dúo se convirtió en equipo apodado Team Masturbation. Mientras aún estaba en CZW, Excalibur tuvo una pequeña disputa con Larry Sweeney, que culminó en Cage of Death 7, donde tuvieron un "partido interpromocional", en el que realizaron promos de ida y vuelta entre ellos antes de competir en el combate. Además de su trabajo en CZW, Excalibur se presentó en Ring of Honor, donde luchó contra Super Dragon en el show Do or Die en 2004, y también en Chikara, donde compitió hasta su último partido en 2006. Después de su último combate como luchador profesional en 2007, regresó a PWG y se convirtió en el "Comisionado de Alimentos y Bebidas", que luego pasó a llamarse "Enlace con la Junta Directiva", así como el principal comentarista de la compañía.
En 2011, en un episodio del podcast de Art of Wrestling de Colt Cabana, Excalibur declaró que su motivo para retirarse se debía a que temía que las conmociones cerebrales que sufrió durante su carrera le hicieran perder años de su vida, o que su cerebro comenzara a deteriorarse a una edad temprana.
El 13 de julio de 2018, se anunció que Excalibur comentará la transmisión de ALL IN con Don Callis, Sean Mooney, Ian Riccaboni, Alicia Atout, Justin Roberts y Bobby Cruise. En diciembre también estuvo en comentarios en New Japan Pro-Wrestling.

### All Elite Wrestling
En 2019, Excalibur fue anunciado como parte del equipo de anuncios de la naciente promoción All Elite Wrestling (AEW) durante el décimo episodio de The Road to Double or Nothing, que se estrenó el 10 de abril.

## Campeonatos y logros
- DDT Pro-Wrestling
  - Ironman Heavymetalweight Championship (1 vez)

- Pro Wrestling Guerrilla
  - PWG Tag Team Championship (1 vez) – con Super Dragon

- Pro Wrestling Illustrated
  - Situado en el Nº334 en los PWI 500 de 2006
  - Situado en el Nº430 en los PWI 500 de 2007

- Wrestling Observer Newsletter
  - Mejor comentador de televisión - 2020

### Lucha de Apuestas
| Ganador             | Perdedor             | Lugar                   | Evento     | Fecha                   | Notas |
| ------------------- | -------------------- | ----------------------- | ---------- | ----------------------- | ----- |
| Excalibur (Máscara) | Chris Bosh (Cabello) | Los Ángeles, California | House show | 13 de diciembre de 2003 |       |